# دائرة فانكوفر لنقاد السينما
دائرة فانكوفر لنقاد السينما (بالإنجليزية: Vancouver Film Critics Circle)‏(VFCC) أسسها ديفيد سبانر، وإيان كادل  في عام 2000 للمساعدة في الترويج للأفلام الكندية، وصناعة الأفلام، والتلفزيون في كولومبيا البريطانية. تشمل عضويتها نقادًا في المطبوعات، والراديو، والإنترنت، والتلفزيون، إما في فانكوفر، أو في منافذ البيع في فانكوفر.
احتفلت VFCC بعيدها الثالث عشر لمنح جوائز لأفضل أفلام العام في 7 يناير 2013 في نادي السكك الحديدية. هذا الحدث هو الوحيد بين مجموعات النقاد الكنديين الذي يقدم قائمة كاملة من الجوائز الدولية، وقائمة كاملة من الجوائز الكندية. تقدم VFCC أيضًا جائزة أفضل ما في كولومبيا البريطانية، وأيضاً جائزة إيان كادل للانجازات، وهي جائزة تُمنح لفرد، أو مجموعة ساهمت بشكل كبير في صناعة السينما والتلفزيون المحلية.

## فئات الجائزة
- دولي: أفضل فيلم - أفضل مخرج - أفضل سيناريو - أفضل ممثل - أفضل ممثلة - أفضل ممثل مساعد - أفضل ممثلة مساعدة - أفضل فيلم وثائقي.
- كندي: أفضل فيلم كندي - أفضل فيلم وثائقي كندي - أفضل فيلم من كولومبيا البريطانية - أفضل مخرج لفيلم كندي - أفضل سيناريو لفيلم كندي - أفضل ممثل في فيلم كندي - أفضل ممثلة في فيلم كندي - أفضل ممثل مساعد في فيلم كندي - أفضل ممثلة مساعدة في فيلم كندي.[4][5]